# Ialomița (folyó)
A Ialomița (magyarul Jalomica vagy Ilonca) a Duna bal oldali mellékfolyója. A Déli-Kárpátokban ered, Dâmbovița megye északi részén, a Bucsecs-hegységben. Kezdetben déli irányba folyik az Előkárpátokon keresztül, majd kelet felé a Román-alföldön. Hârșova közelében torkollik a Dunába.

## Mellékfolyói
- Prahova (176 km hosszú, vízgyűjtő területe 3150 km²)
- Cricovul Sărat (80 km hosszú, vízgyűjtő területe 609 km²)
- Cricovul Dulce (69 km hosszú, vízgyűjtő területe 579 km²)

## Érintett városok
- Fieni
- Pucioasa
- Târgoviște
- Urziceni
- Slobozia
- Țăndărei